# 伊萬基夫 (揚皮爾區)
48°12′38″N 28°22′38″E / 48.21056°N 28.37722°E
伊萬基夫（烏克蘭語：Іванків），是烏克蘭的村落，位於該國西南部文尼察州，由莫希利夫-波季利斯基區負責管轄，始建於1947年，面積2.01平方公里，海拔高度145米，2001年人口271，人口密度每平方公里134.83人。